# Taaoras Lied – Hinter den Mauern der Stille
Taaoras Lied - Hinter den Mauern der Stille ist ein österreichischer Jugendspielfilm aus dem Jahr 2017. Der Verein culture fly schuf mit Schülern eines Wiener Gymnasiums und der Unterstützung von Filmprofis einen 64-minütigen Spielfilm.

## Handlung
Taaoras Lied handelt von einer Diktatur, in der Musik verboten ist und von der tragischen Beziehung des Diktators zu seinem musizierenden Sohn Quinton.

## Projekt „24 beleuchtete Berufe pro Sekunde“
Im Rahmen des zweijährigen Projektes „24 beleuchtete Berufe pro Sekunde“ schuf culture fly mit Schülern des Wiener Gymnasiums BG & BRG Boerhaavegasse mit der Unterstützung von professionellen Filmschaffenden wie Karl Markovics, Dieter Pochlatko, Elisabeth Scharang und anderen ihren eigenen Spielfilm.
Die Jugendlichen schrieben gemeinsam mit culture fly und Profis ihr eigenes Drehbuch, komponierten die Filmmusik, entwickelten das Kostüm-, Masken- und Szenenbild und übernahmen Aufgaben vor und hinter der Kamera.
Der Präsident des österreichischen Komponistenbundes Alexander Kukelka komponierte mit den Jugendlichen die Filmmusik und spielte sie mit ihnen ein.
Bei den Dreharbeiten wurden die Schülern von Studenten und jungen Filmemachern unterstützt, wobei die Schüler sowohl vor wie auch hinter der Kamera Aufgaben am Set übernahmen.
Das Ergebnis ist der 64-minütige Jugendspielfilm Taaoras Lied – Hinter den Mauern der Stille, über eine Diktatur, in der Musik verboten ist.
Finanziert wurde das Projekt über eine Benefiz-Kunstauktion, die von Otto Hans Ressler organisiert und durchgeführt wurde. Die Werke wurden u. a. von Valie Export, Christian Ludwig Attersee, Arnulf Rainer und Ernst Fuchs für das Projekt gespendet.

## Veröffentlichung
Die von Alexander Kukelka, nach den Motiven der Jugendlichen, komponierte Filmmusik war am 8. April 2016 als Live-Act auf der vom Österreichischen Komponistenverbund veranstalteten Film Composers‘ Lounge zu hören.
Der Film feierte am 25. April 2017 im Wiener Gartenbaukino Premiere.
Am 3. November 2017 wurde der Film im Stadtsaal in Gloggnitz aufgeführt.
Im Rahmen des Sommerkinos wurde der Film am 15. August 2018 im Literatursalon des Schloss Wartholz gezeigt.